# ادوارد مانوکیان (استاد باله)
ادوارد واهانی مانوکیان (ارمنی: Էդվարդ Վահանի Մանուկյան؛  زادهٔ ۱۳ دسامبر ۱۹۰۸ - درگذشته ۲۸ اوت ۱۹۹۳) استاد رقص باله اهل ارمنستان بود. وی بین سال‌های - تا - میلادی فعالیت می‌کرد.

## زندگی‌نامه
وی در ۱۳ دسامبر [سبک قدیمی: ۲۶ دسامبر] ۱۹۰۸ در نور بایزید به دنیا آمد . وی در تالار آکادمی ملی اپرا و باله آلکساندر اسپنداریان از ۱۹۳۲، گروه آواز و رقص دولتی تاتول آلتونیان ارمنستان از ۱۹۳۷، گروه رقص دولتی ارمنستان از ۱۹۵۸ و های‌فیلارمونیک (۱۹۶۶–۱۹۷۴) فعالیت می‌کرد. وی همچنین برنده جوایزی همچون هنرمند مردمی ارمنستان شوروی (۱۹۶۵) و جایزه اول ششمین دوره جشنواره جهانی جوانان و دانشجویان (۱۹۵۷) شد. وی در ۲۸ اوت ۱۹۹۳ در سن ۸۴ سالگی در ایروان درگذشت.

## آثار
1. ↑  Նոր Բայազետ
2. ↑  Armenian Ensemble of Song and Dance after Tatul Altounian
3. ↑  State Dance Ensemble of Armenia
4. ↑  Երիտասարդության և ուսանողների համաշխարհային VI փառատոնի 1-ին մրցանակ